# Federico Kammerichs
Guillermo Federico Kammerichs (Goya, 21 de Junho de 1980) é um basquetebolista profissional argentino. Atualmente joga no Regatas Corrientes.
Em 2002, foi "draftado" para jogar pelo Portland Trail Blazers, mas recusou a proposta, pois, segundo ele, na NBA o jogo é muito individualizado, e ele prefere jogar coletivamente.
Com a seleção argentina de basquete, foi medalhista de bronze nos Jogos Olímpicos de Verão de 2008.

## Conquistas

### Individuais
- Melhor jogador (MVP) - Liga das Américas, edição 2010-2011.